# Estación Resistencia (Ramal C3)
Resistencia es la principal estación de ferrocarril de la ciudad de Resistencia, capital de la provincia del Chaco, Argentina.

## Servicios
Tren metropolitano Resistencia</ref>
Es una estación intermedia del servicio metropolitano que prestaba la empresa estatal Trenes Argentinos Operaciones entre las estaciones de Puerto Vilelas y Puerto Tirol en el Gran Resistencia.
Además es la estación terminal del servicio interprovincial que presta entre esta y la estación Los Amores de la Provincia de Santa Fe.